# جان اوشی
جان فرانسیس اوشی (انگلیسی: John Francis O'Shea؛ زادهٔ ۳۰ آوریل ۱۹۸۱) بازیکن فوتبال پیشین اهل ایرلند است.
او در ۱۷ سالگی به منچستر یونایتد پیوست و تا سن ۳۰ سالگی در این تیم مشغول به فوتبال بود. اوشی در ژوئیه ۲۰۱۱ به ساندرلند پیوست.

## افتخارات
منچستر یونایتد
- لیگ برتر فوتبال انگلستان: ۰۳–۲۰۰۲، ۰۷–۲۰۰۶، ۰۸–۲۰۰۷، ۰۹–۲۰۰۸، ۱۱–۲۰۱۰[۶]
- جام حذفی فوتبال انگلستان: ۰۴–۲۰۰۳
- جام اتحادیه باشگاه‌های انگلستان: ۰۶–۲۰۰۵، ۱۰–۲۰۰۹
- جام خیریه انگلستان: ۲۰۰۳، ۲۰۰۷، ۲۰۰۸، ۲۰۱۰
- لیگ قهرمانان اروپا: ۰۸–۲۰۰۷
- جام باشگاه‌های فوتبال جهان: ۲۰۰۸

ساندرلند
- جام اتحادیه باشگاه‌های انگلستان نایب قهرمان: ۱۴–۲۰۱۳